# Mike Sweetney
Michael Damien Sweetney, detto Mike (Washington, 25 ottobre 1982), è un ex cestista statunitense, nona scelta assoluta al draft NBA 2003, ha giocato per i New York Knicks e i Chicago Bulls.

## Carriera
Sweetney continuò la tradizione della Georgetown University nello sfornare grandi talenti del mondo della pallacanestro; infatti viaggiò con una media di 18,2 punti a partita con quasi il 55% dal campo nei suoi primi tre anni al college. Per la sua bravura riuscì ad essere ammesso alla fase finale del Naismith College Player of the Year e anche per il John R. Wooden Award. Quell'anno Michael riuscì ad essere il solo giocatore di tutti gli Stati Uniti d'America ad essere nella top 20 sia per i rimbalzi, sia per i punti segnati.
Anche se giocò solo tre stagioni, è ancora oggi il settimo realizzatore della Georgetown (1.750 punti), quinto rimbalzista (887) e settimo stoppatore (180).
Però ebbe grossi problemi di peso durante la sua vita. Il Chicago Tribune scrisse che se non avesse perso chili, la sua carriera sarebbe stata a rischio.
Le previsioni si rivelarono esatte: il giocatore, infatti, è stato fermo per due anni, e dopo aver tentato il rientro nella NBA giocando alcune partite di preseason con i Boston Celtics, nell'ottobre 2009 è stato tagliato, poco prima dell'inizio della stagione 2009-10.
Nell'estate 2017 partecipa alla lega di Streetball BIG3 fondata dal rapper Ice Cube con la squadra capitanata da Allen Iverson "3's Company".